# Hans Joas
Hans Joas (n. 17 de novembro de 1948) é um sociólogo e teórico social alemão. É professor da Cátedra Honorária Ernst Troeltsch na Universidade Humboldt de Berlim. De 2011 a 2014 foi Membro Permanente do Instituto de Estudos Avançados de Freiburg (FRIAS); de 2002 a 2011, foi Diretor do Centro Max Weber de Estudos Sociais e Culturais Avançados da Universidade de Erfurt. Ele também é professor visitante de Sociologia e Pensamento Social e membro do Comitê de Pensamento Social da Universidade de Chicago.

## Biografia
Estudou sociologia, filosofia, história e literatura alemã na Universidade de Munique de 1968 a 1971, e na Universidade Livre de Berlim de 1971 a 1972, obtendo finalmente um diploma em sociologia. De 1973 a 1977, foi Wissenschaftlicher Assistent (pesquisador e professor) no departamento de sociologia da Universidade Livre de Berlim. Em 1979, obteve o título de Dr. phil. na Universidade Livre de Berlim.
De 1979 a 1983, Hans Joas atuou como pesquisador no Instituto Max Planck para o Desenvolvimento Humano e Educação em Berlim. Durante esse período, também foi professor visitante na Universidade de Tübingen, de 1980 a 1981. Em 1981, concluiu sua habilitação.
Entre 1984 e 1987, Joas recebeu a bolsa Heisenberg do Conselho Alemão de Pesquisa (Deutsche Forschungsgemeinschaft). Em 1985, passou o trimestre da primavera como professor visitante no Departamento de Sociologia da Universidade de Chicago. No ano seguinte, no trimestre de verão de 1986, Joas foi professor visitante no Departamento de Sociologia da Universidade de Toronto.
De 1987 a 1990, ocupou o cargo de Professor de Sociologia na Universidade de Erlangen-Nuremberg. Em 1990, Joas ingressou na Universidade Livre de Berlim como Professor de Sociologia, onde permaneceu até 2002. Em 1993, Joas foi nomeado Diretor Executivo do Instituto John F. Kennedy de Estudos Norte-Americanos na Freie Universität Berlin, cargo que ocupou até 1995. Durante esse tempo, ele também foi fellow do Colégio Sueco de Estudos Avançados em Ciências Sociais e professor visitante na Universidade de Uppsala na primavera de 1992. Mais tarde, no semestre de outono de 1994, ele foi membro do Instituto de Estudos Avançados da Universidade de Indiana em Bloomington.
Em 1996, foi professor visitante no Departamento de Sociologia da Universidade de Wisconsin-Madison no semestre de outono. No ano seguinte, em 1997, atuou como Professor Theodor Heuss na New School for Social Research em Nova York, oferecendo sua expertise em sociologia. Em 1998, continuou seu ensino e pesquisa como professor visitante na Universidade Duke em Durham, Carolina do Norte, e novamente na Universidade de Wisconsin-Madison no semestre de outono.
Entre 1999 e 2000, Joas foi novamente membro do Colégio Sueco de Estudos Avançados em Ciências Sociais, em Uppsala. Em 2000, tornou-se professor do Departamento de Sociologia e membro do Comitê de Pensamento Social da Universidade de Chicago.
De 2002 a 2011, Joas atuou como Diretor do Centro Max Weber de Estudos Culturais e Sociais Avançados na Universidade de Erfurt, na Alemanha. Em 2002, ele também foi Professor Visitante no Departamento de Sociologia da Universidade de Viena durante o semestre de outono. No ano seguinte, de 2004 a 2005, Joas ocupou a prestigiosa Cátedra Ernst Cassirer no Colégio Sueco de Estudos Avançados em Ciências Sociais em Uppsala.
De 2005 a 2006, foi bolsista do Instituto de Estudos Avançados de Berlim (Wissenschaftskolleg zu Berlin). No semestre da primavera de 2007, foi professor visitante no Departamento de Sociologia e na Faculdade de Teologia Católica da Universidade de Viena. Joas retornou à Suécia em 2010 como bolsista do Colégio Sueco de Estudos Avançados em Uppsala.
Em 2011, Joas foi membro do Instituto Stellenbosch para Estudos Avançados (STIAS) em Stellenbosch, África do Sul, e também foi fellow permanente do Instituto Freiburg para Estudos Avançados (FRIAS) na Universidade de Freiburg, Alemanha, de 2011 a 2014. Durante o semestre da primavera de 2014, ele foi membro da Universidade de Gotemburgo, na Suécia, ocupando a Cátedra Torgny Segerstedt. Em 2012, Joas foi o primeiro acadêmico a ser professor visitante da Fundação Joseph Ratzinger Papa Bento XVI na Universidade de Regensburg. O tema de suas palestras era "Sacralização e Secularização".
Desde 2014, Joas ocupa a Cátedra Ernst Troeltsch de Sociologia da Religião na Faculdade de Teologia da Universidade Humboldt de Berlim. Em 2017, ele retornou a Stellenbosch para outro período como bolsista do STIAS no semestre da primavera e, mais tarde naquele ano, em maio, tornou-se bolsista do Instituto de Humanidades e Ciências Sociais da Universidade de Pequim. Entre janeiro de 2021 a dezembro de 2023, foi Distinguished Fellow do Instituto de Estudos Avançados de Freiburg. Em 2022, Joas foi nomeado Professor Visitante Internacional Jakob Fugger na Universidade de Augsburgo, na Alemanha.

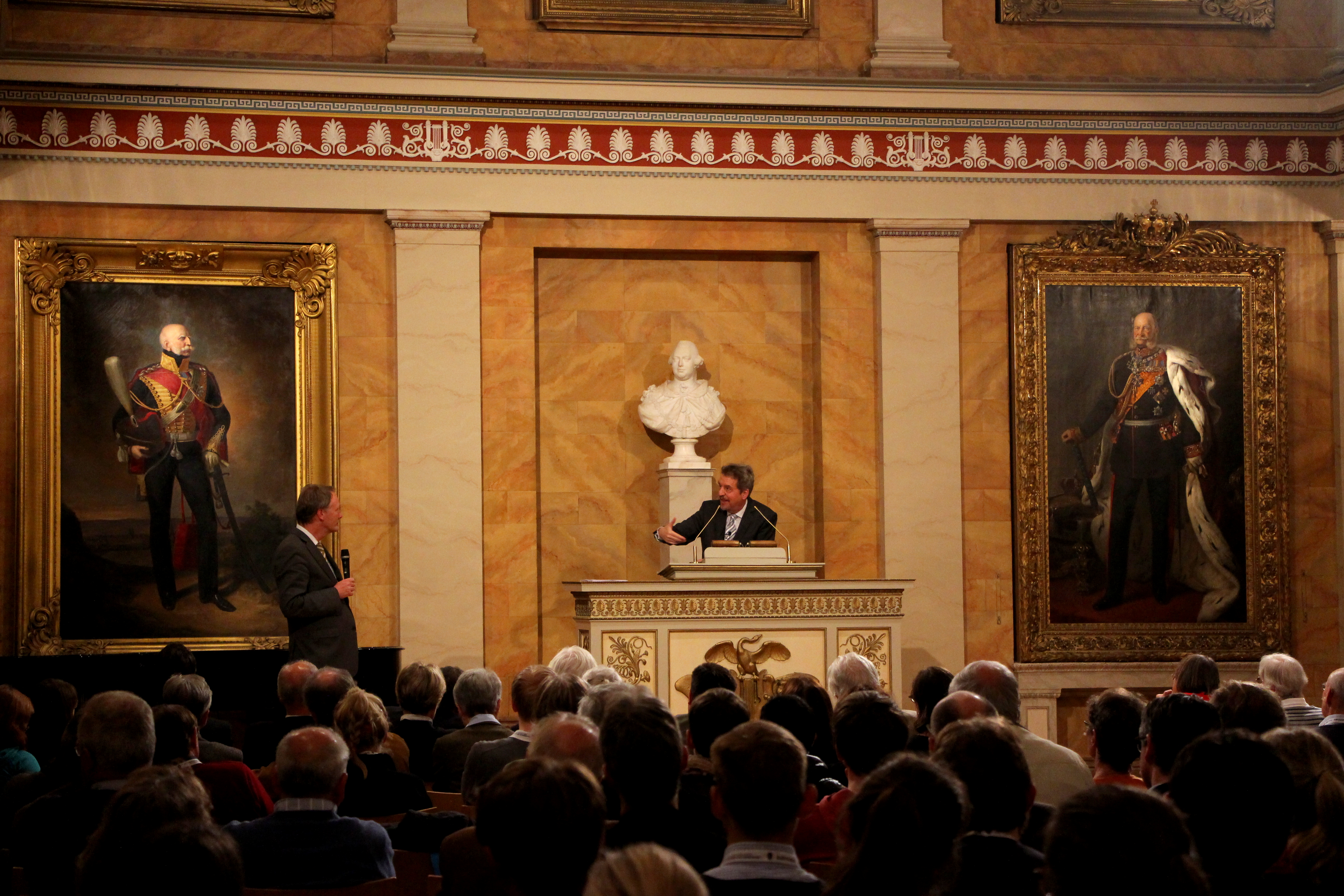
Joas palestrando no Dia dos Historiadores 2014 em Göttingen.

Joas é católico e reconhecido por autoridades da Igreja como "um dos intelectuais católicos mais importantes do nosso tempo, cuja vida e obra têm suas raízes profundas em uma fé profundamente religiosa". É casado com Heidrun Joas‐Böhme e tem um filho.

## Pesquisa
A pesquisa de Hans Joas se concentra na filosofia social e na teoria sociológica, principalmente no pragmatismo e no historicismo americanos; a sociologia da religião e a sociologia da guerra e da violência; bem como a mudança de valor nas sociedades modernas.
A emergência / formação de valores é um tema central da obra de Joas. Ele desenvolveu uma teoria de "Genealogia Afirmativa" de valores, especialmente no que diz respeito aos direitos humanos. Segundo Joas, os valores têm origem em experiências de autoformação e autotranscendência. Ele desenvolveu uma fenomenologia de experiências de autotranscendência. Joas enfatiza que sua explicação da contingência da formação de valor não deve ser vista como um apelo contra as reivindicações de uma moralidade universalista.

## Prêmios e reconhecimentos
- 1998: Membro da Academia das Ciências de Berlim[2]
- 2002: Prêmio René König, Associação Alemã de Sociologia, por melhor texto em sociologia alemã[2]
- 2005-2014: Membro do Conselho da Academia das Ciências de Berlim[2]
- 2006-2010: Vice-Presidente da Associação Internacional de Sociologia[2]
- 2010: Prêmio Bielefeld de Ciência (Bielefelder Wissenschaftspreis)[12][13]
- 2011: Membro da Academia Europaea[14]
- 2011: Membro Correspondente da Academia Austríaca de Ciências[15]
- 2012: Medalha Werner Heisenberg do Alexander von Humboldt-Stiftung[16][17]
- 2012: Doutor honoris causa, Universidade de Tübingen[18][19]
- 2013: Doutor honoris causa, Universidade de Uppsala[20][21]
- 2013: Prêmio Hans Kilian[22]
- 2015: Distinguished Lifetime Achievement Award, Associação Americana de Sociologia, Seção de História da Sociologia[23]
- 2015: Prêmio Max Planck Research[24]
- 2017: Prêmio Paul Ricœur[25]
- 2018: Prêmio Teológico de Salzburgo[26]
- 2022: Distinguished Lifetime Achievement Award, Associação Alemã de Sociologia[27]
- 2022: Doutor honoris causa, Universidade Católica Péter-Pázmány, Budapeste[28]
- 2024: Membro correspondente estrangeiro da Accademia delle Scienze dell'Istituto di Bologna[29]
- 2024: Comendador da Pontifícia Ordem de São Gregório[7]

## Livros
- George Herbert Mead. A Contemporary Re-examination of His Thought (MIT Press 1985, ISBN 978-0-262-10033-5).
- Social Action and Human Nature (with Axel Honneth) (Cambridge University Press 1988, ISBN 978-0-521-33935-3).
- Pragmatism and Social Theory (University of Chicago Press 1993, 978-0-226-40042-6).
- The Creativity of Action (University of Chicago Press 1996, ISBN 978-0-226-40044-0).
- The Genesis of Values (University of Chicago Press 2000, ISBN 978-0-226-40040-2).
- War and Modernity (Blackwell 2003, ISBN 978-0-745-62644-4).
- Social Theory (with Wolfgang Knoebl) (Cambridge University Press 2009, ISBN 978-0-521-87063-4).
- Do We Need Religion? On the Experience of Self-Transcendence (Paradigm 2009, ISBN 978-1-594-51439-5).
- The Benefit of Broad Horizons: Intellectual and Institutional Preconditions for a Global Social Science (with Barbro Klein) (Brill 2010, ISBN 978-90-04-19284-3)
- War in Social Thought: Hobbes to the Present (with Wolfgang Knoebl) (Princeton University Press 2012, ISBN 978-0-691-15084-0).
- The Sacredness of the Person: A New Genealogy of Human Rights (Georgetown University Press 2012, ISBN 978-1-589-01969-0).
- The Axial Age and Its Consequences (with Robert Bellah) (Harvard University Press 2012, ISBN 978-0-674-06649-6).
- Faith as an Option: Possible Futures for Christianity (Stanford University Press 2014, ISBN 978-0804792776).
- The Timeliness of George Herbert Mead (with Daniel R. Huebner) (University of Chicago Press 2016, ISBN 9780226376943).

## Livros em alemão
- Was ist die Achsenzeit? Eine wissenschaftliche Debatte als Diskurs über Transzendenz (Schwabe Verlag, Basel 2014, ISBN 978-3-7965-3360-0).
- Die lange Nacht der Trauer. Erzählen als Weg aus der Gewalt? (Psychosozial-Verlag, Giessen 2015, ISBN 978-3-8379-2267-7).
- Sind die Menschenrechte westlich? (Kösel, Munique 2015, ISBN 978-3466371266).
- Kirche als Moralagentur? (Kösel, Munique 2016, ISBN 978-3-466-37175-4).
- Die Macht des Heiligen. Eine Alternative zur Geschichte von der Entzauberung (Suhrkamp, Berlim 2017, ISBN 978-3-518-58703-4).

## Ligações Externas
- «Literatura de e sobre Hans Joas». Biblioteca Nacional da Alemanha
- «„Das Christentum globaler denken!"» (em alemão). Entrevista com Hans Joas, 2012
- «„Mich schaudert das Tremolo in den Europa-Reden"» (em alemão). Entrevista com Hans Joas, 2012
- «"Diese Erfahrung ist universell"» (em alemão). Entrevista com Hans Joas, 2012
- Vincent Colapietro: «A Revised Portrait of Human Agency: A Critical Engagement with Hans Joas's Creative Appropriation of the Pragmatic Approach» (PDF) (em inglês). European Journal of Pragmatism and American Philosophy 2009